# Clydebank
Clydebank es una ciudad en West Dunbartonshire, en las tierras bajas del centro de Escocia, Reino Unido. Situada en la orilla norte del río Clyde. Clydebank limita con Dumbarton por su zona oeste, además de con Milngavie, en East Dunbartonshire, y el área de Dunbartonshire Crown, la zona urbana más amplia de Glasgow. La fundación de Clydebank como municipio data del 18 de noviembre de 1886.

## Para saber más
- I.M.M. MacPhail, The Clydebank Blitz (1974, ISBN 0-85279-061-9)
- Clydebank Restoration Trust
- The Clydebank Story
- West Dunbartonshire CVS
- Clydebank College AFC
- Clydebank Live - News Webpage